# Campionato mondiale Supersport 300 2019
Il Campionato Mondiale Supersport 300 2019 è la terza edizione del campionato mondiale Supersport 300.
Durante la stagione sono state disputate nove gare e si è corso per la prima volta nella categoria al di fuori dell'Europa, nel circuito di Losail in Qatar. Fuoriesce dal calendario il circuito di Brno e ritorna quello di Jerez oltre alla già citata tappa extra europea del Qatar. Il campionato è partito il 5 aprile con le prove libere in Spagna al Motorland Aragón e si è concluso in Qatar il 26 ottobre sul circuito di Losail, con la conquista del titolo di Manuel González su Kawasaki, che diviene quindi il terzo spagnolo campione di categoria in tre stagioni.
Kawasaki ottiene anche il titolo costruttori vincendo in tutte le gare in calendario tranne una: il Gran Premio di Gran Bretagna, andato a Kevin Sabatucci su Yamaha.

## Piloti partecipanti
Tutte le motociclette in competizione sono equipaggiate con pneumatici forniti dalla Pirelli.
| Nº | Pilota                   | Squadra                                 | Motocicletta       |
| -- | ------------------------ | --------------------------------------- | ------------------ |
| 1  | Ana Carrasco             | Kawasaki Provec                         | Kawasaki Ninja 400 |
| 2  | Lee Doti                 | A.S.D. Team Runner Bike                 | KTM RC 390 R       |
| 3  | Mateo Pedeneau           | MHP Racing-Patrick Pons                 | Yamaha YZF-R3      |
| 4  | Emanuele Vocino          | 2R Racing                               | Kawasaki Ninja 400 |
| 4  | Emanuele Vocino          | Gradara Corse                           | Yamaha YZF-R3      |
| 5  | Guillem Erill            | Deza - Box 77 Racing                    | Kawasaki Ninja 400 |
| 6  | Robert Schotman          | Kawasaki Motoport                       | Kawasaki Ninja 400 |
| 7  | Eliton Gohara Kawakami   | BCD Yamaha MS Racing                    | Yamaha YZF-R3      |
| 8  | Mika Pérez               | Scuderia Maranga Racing                 | Kawasaki Ninja 400 |
| 8  | Mika Pérez               | Carl Cox-RT Motorsports by SKM-Kawasaki | Kawasaki Ninja 400 |
| 9  | Steffie Naud             | Flembbo Leader                          | Kawasaki Ninja 400 |
| 9  | Steffie Naud             | 2R Racing                               | Kawasaki Ninja 400 |
| 10 | Unai Orradre             | BCD Yamaha MS Racing                    | Yamaha YZF-R3      |
| 10 | Unai Orradre             | BCD Yamaha MS Racing                    | Yamaha YZF-R3      |
| 11 | Kevin Arduini            | 2R Racing                               | Kawasaki Ninja 400 |
| 12 | Romain Dore              | MHP Racing-Patrick Pons                 | Yamaha YZF-R3      |
| 13 | Dino Iozzo               | Nutec-RT Motorsports by SKM-Kawasaki    | Kawasaki Ninja 400 |
| 14 | Enzo de la Vega          | Flembbo Leader                          | Kawasaki Ninja 400 |
| 14 | Enzo de la Vega          | MHP Racing-Patrick Pons                 | Yamaha YZF-R3      |
| 15 | Manuel Bastianelli       | Prodina Ircos Kawasaki                  | Kawasaki Ninja 400 |
| 16 | Marc Luna Bayen          | Kawasaki GP Project                     | Kawasaki Ninja 400 |
| 17 | Koen Meuffels            | Freudenberg KTM                         | KTM RC 390 R       |
| 17 | Koen Meuffels            | Kawasaki Motoport                       | Kawasaki Ninja 400 |
| 18 | Manuel González          | Kawasaki ParkinGO                       | Kawasaki Ninja 400 |
| 19 | Benjamin Tomas Molina    | Terra e Moto                            | Yamaha YZF-R3      |
| 20 | Dorren Loureiro          | Nutec-RT Motorsports by SKM-Kawasaki    | Kawasaki Ninja 400 |
| 21 | Borja Sánchez            | Scuderia Maranga Racing                 | Kawasaki Ninja 400 |
| 22 | Mykyta Kalinin           | Nutec-RT Motorsports by SKM-Kawasaki    | Kawasaki Ninja 400 |
| 23 | Paolo Giacomini          | Kawasaki GP Project                     | Kawasaki Ninja 400 |
| 24 | Matteo Bertè             | ProGP Racing                            | Yamaha YZF-R3      |
| 25 | Andy Verdoïa             | BCD Yamaha MS Racing                    | Yamaha YZF-R3      |
| 26 | Joel Damon Kelso         | Nutec-RT Motorsports by SKM-Kawasaki    | Kawasaki Ninja 400 |
| 27 | Filippo Rovelli          | Kawasaki ParkinGO                       | Kawasaki Ninja 400 |
| 28 | Omar Bonoli              | Team Trasimeno                          | Yamaha YZF-R3      |
| 29 | Gregory Carbonnel        | Evolution Greg06                        | Yamaha YZF-R3      |
| 30 | Daniel Blin              | Terra e Moto                            | Yamaha YZF-R3      |
| 31 | Toni Erhard              | Freudenberg KTM Junior                  | KTM RC 390 R       |
| 31 | Toni Erhard              | Freudenberg KTM                         | KTM RC 390 R       |
| 32 | Alexandra Pelikánová     | Kawasaki GP Project                     | Kawasaki Ninja 400 |
| 33 | Kyrian Hartmann          | MHP Racing-Patrick Pons                 | Yamaha YZF-R3      |
| 34 | Marco Carusi             | Team Trasimeno                          | Yamaha YZF-R3      |
| 35 | Finn De Bruin            | Team Trasimeno                          | Yamaha YZF-R3      |
| 36 | Beatriz Neila            | BCD Yamaha MS Racing                    | Yamaha YZF-R3      |
| 37 | Pedro Fragoso            | Stand os Putos Racing                   | Yamaha YZF-R3      |
| 38 | Indy Offer               | Scuderia Maranga Racing                 | Kawasaki Ninja 400 |
| 39 | José Luis Pérez González | DS Junior                               | Kawasaki Ninja 400 |
| 41 | Jan-Ole Jähnig           | Freudenberg KTM Junior                  | KTM RC 390 R       |
| 42 | Marc García              | DS Junior                               | Kawasaki Ninja 400 |
| 43 | Stefano Raineri          | Team Go Eleven                          | Kawasaki Ninja 400 |
| 44 | Tom Bramich              | Carl Cox-RT Motorsports by SKM-Kawasaki | Kawasaki Ninja 400 |
| 45 | Muhammad Faerozi         | Semakin Di Depan Biblion Motoxracing    | Yamaha YZF-R3      |
| 46 | Samuel Di Sora           | Flembbo Leader                          | Kawasaki Ninja 400 |
| 47 | Ferran Hernández Moyano  | BCD Yamaha MS Racing                    | Yamaha YZF-R3      |
| 48 | Thomas Brianti           | Prodina Ircos Kawasaki                  | Kawasaki Ninja 400 |
| 49 | Dylan Delouvy            | Flembbo Leader                          | Kawasaki Ninja 400 |
| 51 | Dennis Koopman           | MTM Racing                              | Kawasaki Ninja 400 |
| 52 | Oliver König             | ACCR Czech Talent Team - Willi Race     | Kawasaki Ninja 400 |
| 52 | Oliver König             | Freudenberg KTM                         | KTM RC 390 R       |
| 54 | Bahattin Sofuoğlu        | Turkish Puccetti Racing by TSM          | Kawasaki Ninja 400 |
| 55 | Galang Hendra Pratama    | Semakin Di Depan Biblion Motoxracing    | Yamaha YZF-R3      |
| 56 | Nicola Bernabè           | RM Racing                               | Kawasaki Ninja 400 |
| 57 | Livio Loi                | 2R Racing                               | Kawasaki Ninja 400 |
| 58 | Trystan Finocchiaro      | Transmec KTM Racing Junior              | KTM RC 390 R       |
| 60 | Gianluca Sconza          | AG Motorsport Italia Yamaha             | Yamaha YZF-R3      |
| 61 | Yuta Okaya               | DS Junior Team                          | Kawasaki Ninja 400 |
| 63 | Andrea Longo             | Kawasaki GP Project                     | Kawasaki Ninja 400 |
| 64 | Hugo De Cancellis        | Team Trasimeno                          | Yamaha YZF-R3      |
| 65 | Jacopo Facco             | Semakin Di Depan Biblion Motoxracing    | Yamaha YZF-R3      |
| 66 | Dion Otten               | MTM Racing                              | Kawasaki Ninja 400 |
| 67 | Taylor Fox Moreton       | ACCR Czech Talent Team - Willi Race     | Kawasaki Ninja 400 |
| 68 | Jarno Ioverno            | Terra e Moto                            | Yamaha YZF-R3      |
| 69 | Jeffrey Buis             | MTM Racing                              | Kawasaki Ninja 400 |
| 70 | Hugo Girardet            | 2R Racing                               | Kawasaki Ninja 400 |
| 71 | Tom Edwards              | Kawasaki ParkinGO                       | Kawasaki Ninja 400 |
| 72 | Victor Steeman           | Freudenberg KTM Junior                  | KTM RC 390 R       |
| 73 | Alejandro Carrión        | Deza - Box 77 Racing                    | Kawasaki Ninja 400 |
| 74 | Kade Verwey              | XG Racing                               | Kawasaki Ninja 400 |
| 76 | Luke Verwey              | XG Racing                               | Kawasaki Ninja 400 |
| 77 | Vojtech Schwarz          | ACCR Czech Talent Team - Willi Race     | Kawasaki Ninja 400 |
| 78 | Joseph Foray             | Prodina Ircos Kawasaki                  | Kawasaki Ninja 400 |
| 79 | Tomás Alonso             | Kawasaki GP Project                     | Kawasaki Ninja 400 |
| 80 | Vasco Correia Esturrado  | Motoclube de Loulé Concelho             | Kawasaki Ninja 400 |
| 81 | Sylvain Markarian        | Team Fouloi                             | Yamaha YZF-R3      |
| 82 | Jack Hyde                | 2R Racing                               | Kawasaki Ninja 400 |
| 84 | Kim Aloisi               | DS Junior                               | Kawasaki Ninja 400 |
| 85 | Kevin Sabatucci          | Team Trasimeno                          | Yamaha YZF-R3      |
| 86 | Enzo Ceolotto            | Ceolotto Moto Sport                     | Yamaha YZF-R3      |
| 87 | Jacob Stroud             | Nutec-RT Motorsports by SKM-Kawasaki    | Kawasaki Ninja 400 |
| 88 | Bruno Ieraci             | Kawasaki GP Project                     | Kawasaki Ninja 400 |
| 90 | Dallas Daniels           | BCD Yamaha MS Racing                    | Yamaha YZF-R3      |
| 91 | Giacomo Mora             | AG Motorsport Italia Yamaha             | Yamaha YZF-R3      |
| 92 | Tim Georgi               | Freudenberg KTM                         | KTM RC 390 R       |
| 93 | Adrien Quinet            | TGP Racing                              | Honda CBR500R      |
| 94 | Eunan McGlinchey         | Flembbo Leader                          | Kawasaki Ninja 400 |
| 95 | Scott Deroue             | Kawasaki Motoport                       | Kawasaki Ninja 400 |
| 96 | Miloslav Hřava           | ACCR Czech Talent Team - Willi Race     | Kawasaki Ninja 400 |
| 97 | Maximilian Kappler       | Freudenberg KTM                         | KTM RC 390 R       |
| 99 | Francisco Gómez          | DS Junior                               | Kawasaki Ninja 400 |

| Legenda            |
| ------------------ |
| Pilota wildcard    |
| Pilota sostitutivo |

## Calendario
| Nº | Data         | Gran Premio | Circuito    | Superpole              | Giro Veloce           | Vincitore        | Leader del Campionato | Resoconto |
| -- | ------------ | ----------- | ----------- | ---------------------- | --------------------- | ---------------- | --------------------- | --------- |
| 1  | 7 aprile     | Aragona     | Aragón      | Manuel González        | Ana Carrasco          | Manuel González  | Manuel González       | Resoconto |
| 2  | 14 aprile    | Paesi Bassi | Assen       | Galang Hendra Pratama  | Omar Bonoli           | Manuel González  | Manuel González       | Resoconto |
| 3  | 12 maggio    | Italia      | Imola       | Mika Pérez             | Evento annullato      | Evento annullato | Manuel González       | Resoconto |
| 4  | 8-9 giugno   | Spagna      | Jerez       | Victor Steeman         | Galang Hendra Pratama | Marc García      | Manuel González       | Resoconto |
| 4  | 8-9 giugno   | Spagna      | Jerez       | Victor Steeman         | Koen Meuffels         | Manuel González  | Manuel González       | Resoconto |
| 5  | 23 giugno    | Italia      | Misano      | Manuel González        | Galang Hendra Pratama | Ana Carrasco     | Manuel González       | Resoconto |
| 6  | 7 luglio     | Regno Unito | Donington   | Eliton Gohara Kawakami | Andy Verdoïa          | Kevin Sabatucci  | Manuel González       | Resoconto |
| 7  | 8 settembre  | Portogallo  | Portimão    | Manuel González        | Manuel González       | Scott Deroue     | Manuel González       | Resoconto |
| 8  | 29 settembre | Francia     | Magny-Cours | Scott Deroue           | Scott Deroue          | Ana Carrasco     | Manuel González       | Resoconto |
| 9  | 26 ottobre   | Qatar       | Losail      | Ana Carrasco           | Ana Carrasco          | Scott Deroue     | Manuel González       | Resoconto |

## Classifiche

### Classifica Piloti
| Pos. | Pilota                   | Moto              |     |     |    |     |     |     |     |     |     |     | P.ti |
| ---- | ------------------------ | ----------------- | --- | --- | -- | --- | --- | --- | --- | --- | --- | --- | ---- |
| 1    | Manuel González          | Kawasaki          | 1   | 1   | AN | 4   | 1   | 2   | NP  | 2   | 2   | 4   | 161  |
| 2    | Scott Deroue             | Kawasaki          | 3   | 2   | AN | 2   | 23  | 7   | NQ  | 1   | 3   | 1   | 131  |
| 3    | Ana Carrasco             | Kawasaki          | Rit | 8   | AN | 3   | 3   | 1   | 19  | 3   | 1   | 5   | 117  |
| 4    | Andy Verdoïa             | Yamaha            | 5   | 9   | AN | 5   | 27  | 3   | 2   | 5   | 4   | 8   | 97   |
| 5    | Victor Steeman           | KTM               | 6   | 10  | AN | 11  | 5   | 5   | 4   | 10  | 9   | Rit | 69   |
| 6    | Marc García              | Kawasaki          | 25  | 11  | AN | 1   | 2   | 23  | NQ  | 4   | 11  | Rit | 68   |
| 7    | Galang Hendra Pratama    | Yamaha            | Rit | 19  | AN | 6   | 4   | 4   | Rit | 8   | 5   | 7   | 64   |
| 8    | Jan-Ole Jähnig           | KTM               | 4   | 3   | AN | 7   | 6   | Rit | 5   | 14  | 21  | 17  | 61   |
| 9    | Hugo De Cancellis        | Yamaha            | 2   | 5   | AN | 8   | 8   | 27  | Rit | 19  | 16  | 9   | 54   |
| 10   | Mykyta Kalinin           | Kawasaki          | 14  | 4   | NQ | Rit | 16  | Rit | 3   | 6   | 10  | 15  | 48   |
| 11   | Bruno Ieraci             | Kawasaki          | 8   | 7   | AN | Rit | 12  | Rit | Rit | Rit | 7   | 3   | 46   |
| 12   | Kevin Sabatucci          | Yamaha            | NQ  | NQ  | AN | 21  | 21  | 9   | 1   | 9   | 24  | 14  | 41   |
| 13   | Koen Meuffels            | KTM e Kawasaki    | 9   | Rit | AN | 15  | Rit | Rit | 8   | Rit | Rit | 2   | 36   |
| 14   | Jeffrey Buis             | Kawasaki          | 16  | 13  | AN | 9   | 14  | 15  | 22  | Rit | 8   | 12  | 25   |
| 15   | Tom Edwards              | Kawasaki          | 19  | Rit | AN | 14  | 9   | 24  | Rit | 11  | Rit | 6   | 24   |
| 16   | Omar Bonoli              | Yamaha            | 7   | 6   | AN | SQ  | SQ  | NQ  | SQ  |     |     | Rit | 19   |
| 17   | Dion Otten               | Kawasaki          | Rit | NP  | AN | Rit | NP  | Inf | 6   | 17  | Rit | 10  | 16   |
| 18   | Maximilian Kappler       | KTM               | 10  | 15  | AN | Rit | 11  | 18  | Rit | 13  | 15  | Rit | 16   |
| 19   | Manuel Bastianelli       | Kawasaki          | 26  | Rit | AN | Rit | 10  | 8   | Rit | Rit | 26  |     | 14   |
| 20   | Samuel Di Sora           | Kawasaki          |     |     |    | NQ  | NQ  | 13  | 11  | 15  | 14  | 13  | 14   |
| 21   | Beatriz Neila            | Yamaha            | 20  | NQ  | AN | 20  | 13  | NQ  | 17  | 7   | 28  | 16  | 12   |
| 22   | Unai Orradre             | Yamaha            |     |     |    | 10  | Rit |     |     | 16  | 19  | 11  | 11   |
| 23   | Enzo de la Vega          | Kawasaki e Yamaha | Rit | Rit | AN | 13  | 15  | 11  | 14  | 18  | 29  |     | 11   |
| 24   | Livio Loi                | Kawasaki          |     |     |    |     |     |     | 21  | 24  | 6   |     | 10   |
| 25   | Emanuele Vocino          | Kawasaki e Yamaha |     |     | AN |     |     | 6   |     |     |     |     | 10   |
| 26   | Mika Pérez               | Kawasaki          | 15  | 17  | AN | 16  | 7   | 17  | 20  | NP  | Rit |     | 10   |
| 27   | Dino Iozzo               | Kawasaki          | 17  | Rit | AN | 17  | Rit | NQ  | 9   | Rit | 13  |     | 10   |
| 28   | Oliver König             | Kawasaki e KTM    | NQ  | 21  | AN | NQ  | NQ  | 22  | 7   | 26  |     | Rit | 9    |
| 29   | Robert Schotman          | Kawasaki          | 11  | 12  | AN | 18  | Rit | Rit | Rit |     |     |     | 9    |
| 30   | Mateo Pedeneau           | Yamaha            | 12  | 22  | AN | 12  | Rit | 26  | NQ  | 27  | NQ  |     | 8    |
| 31   | Tom Bramich              | Kawasaki          | 24  | Rit | NQ | 25  | 24  | Rit | 10  | 28  | Inf |     | 6    |
| 32   | Ferran Hernández Moyano  | Yamaha            | Rit | 23  | AN | Rit | 26  | 10  | 16  |     |     |     | 6    |
| 33   | Eliton Gohara Kawakami   | Yamaha            | 22  | Rit | AN | Rit | 19  | 16  | Rit | 23  | 12  |     | 4    |
| 34   | Joel Damon Kelso         | Kawasaki          |     |     |    |     |     |     |     | 12  |     |     | 4    |
| 35   | José Luis Pérez González | Kawasaki          |     |     |    | NQ  | NQ  | 25  | 12  | NQ  | Rit | Rit | 4    |
| 36   | Dorren Loureiro          | Kawasaki          | Rit | 16  | AN | 19  | 17  | 12  | Rit |     |     |     | 4    |
| 37   | Paolo Giacomini          | Kawasaki          | Inf | Inf | NQ | NQ  | NQ  | NQ  | 13  | 23  | 20  | 19  | 3    |
| 38   | Filippo Rovelli          | Kawasaki          | 13  | NQ  | AN | NQ  | NQ  | Rit | Rit | 25  | 17  | 18  | 3    |
| 39   | Borja Sánchez            | Kawasaki          | NQ  | 18  | AN | 22  | Rit | 14  | Rit | 20  | 25  |     | 2    |
| 40   | Francisco Gómez          | Kawasaki          | 21  | 14  | NQ |     |     |     |     |     |     |     | 2    |
| 41   | Yuta Okaya               | Kawasaki          | NQ  | NQ  | NQ | 26  | 28  | 19  | 15  | NQ  | 22  | Rit | 1    |
| NC   | Joseph Foray             | Kawasaki          | 27  | NQ  | AN | NQ  | NQ  | NQ  | NQ  | NQ  | 18  |     | 0    |
| -    | Kim Aloisi               | Kawasaki          | NQ  | NQ  | NQ | NQ  | NQ  | NQ  | 18  | NQ  | NQ  | NP  | 0    |
| -    | Marc Luna Bayen          | Kawasaki          | Rit | 20  | NQ | 23  | 18  | NQ  | NQ  |     |     |     | 0    |
| -    | Guillem Erill            | Kawasaki          | 18  |     |    | 24  | 25  |     |     |     |     |     | 0    |
| -    | Muhammad Faerozi         | Yamaha            |     |     |    |     |     |     |     |     |     | 20  | 0    |
| -    | Giacomo Mora             | Yamaha            |     |     | AN |     |     | 20  |     |     |     |     | 0    |
| -    | Jacopo Facco             | Yamaha            | Rit | NQ  | AN | Rit | 20  | Rit | NQ  | NQ  | 30  |     | 0    |
| -    | Dallas Daniels           | Yamaha            |     |     |    |     |     |     |     |     |     | 21  | 0    |
| -    | Daniel Blin              | Yamaha            | NQ  | 24  | NQ | NQ  | NQ  | Rit |     | 21  |     |     | 0    |
| -    | Matteo Bertè             | Yamaha            |     |     | AN |     |     | 21  |     |     |     |     | 0    |
| -    | Alejandro Carrión        | Kawasaki          |     |     |    | Rit | 22  |     |     |     |     |     | 0    |
| -    | Bahattin Sofuoğlu        | Kawasaki          | Rit | NQ  | AN | NQ  | NQ  | NQ  |     | Rit | 23  |     | 0    |
| -    | Kevin Arduini            | Kawasaki          | 23  | Rit | NQ | NQ  | NQ  | NQ  |     |     |     |     | 0    |
| -    | Tomás Alonso             | Kawasaki          | NQ  | 25  |    |     |     |     |     |     |     |     | 0    |
| -    | Toni Erhard              | KTM               |     |     |    |     |     | NQ  |     |     | 27  |     | 0    |
| -    | Adrien Quinet            | Honda             | NQ  | NQ  | NQ | NQ  | NQ  | NQ  | NQ  | 29  | NQ  |     | 0    |
| -    | Jarno Ioverno            | Yamaha            |     |     |    |     |     |     |     |     | Rit |     | 0    |
| -    | Jack Hyde                | Kawasaki          | NQ  | Rit | NQ | NQ  | NQ  | Inf |     |     |     |     | 0    |
| -    | Romain Dore              | Yamaha            | NQ  | NQ  | NQ | NQ  | NQ  | NQ  | SQ  | NQ  | NQ  |     | 0    |
| -    | Lee Doti                 | KTM               |     |     | AN |     |     |     |     |     |     |     | 0    |
| -    | Kyrian Hartmann          | Yamaha            | NQ  | NP  | NQ | NQ  | NQ  | NQ  | NQ  | NQ  | NQ  |     | 0    |
| -    | Vojtech Schwarz          | Kawasaki          | NQ  | NQ  | NQ | NQ  | NQ  | NQ  | NQ  | NQ  |     |     | 0    |
| -    | Alexandra Pelikánová     | Kawasaki          | NQ  | NQ  | NQ | NQ  | NQ  | NQ  | NQ  | NQ  | NQ  |     | 0    |
| -    | Steffie Naud             | Kawasaki          | NQ  | NQ  | NQ | NQ  | NQ  | NQ  | NQ  | NQ  | NQ  |     | 0    |
| -    | Benjamin Tomas Molina    | Yamaha            | NQ  | NQ  | NQ | NQ  | NQ  | NQ  | NQ  | NQ  | NQ  |     | 0    |
| -    | Finn De Bruin            | Yamaha            | NQ  | Inf | NQ | NQ  | NQ  | NQ  | NQ  | NQ  | NQ  |     | 0    |
| -    | Marco Carusi             | Yamaha            |     |     |    |     |     |     |     | NQ  | NQ  |     | 0    |
| -    | Miloslav Hřava           | Kawasaki          |     |     |    |     |     |     |     | NQ  | NQ  |     | 0    |
| -    | Andrea Longo             | Kawasaki          |     |     |    |     |     |     |     | NQ  | NQ  |     | 0    |
| -    | Dylan Delouvy            | Kawasaki          |     |     |    |     |     |     |     | NQ  | NQ  |     | 0    |
| -    | Taylor Fox Moreton       | Kawasaki          |     |     |    |     |     |     |     |     | NQ  |     | 0    |
| -    | Sylvain Markarian        | Yamaha            |     |     |    |     |     |     |     |     | NQ  |     | 0    |
| -    | Enzo Ceolotto            | Yamaha            |     |     |    |     |     |     |     |     | NQ  |     | 0    |
| -    | Hugo Girardet            | Kawasaki          |     |     |    |     |     |     |     |     | NQ  |     | 0    |
| -    | Gregory Carbonnel        | Yamaha            |     |     |    |     |     |     |     |     | NQ  |     | 0    |
| -    | Jacob Stroud             | Kawasaki          |     |     |    |     |     |     |     |     | NQ  |     | 0    |
| -    | Stefano Raineri          | Kawasaki          |     |     |    |     |     |     |     |     | NQ  |     | 0    |
| -    | Pedro Fragoso            | Yamaha            |     |     |    |     |     |     |     | NQ  |     |     | 0    |
| -    | Vasco Correia Esturrado  | Kawasaki          |     |     |    |     |     |     |     | NQ  |     |     | 0    |
| -    | Trystan Finocchiaro      | KTM               |     |     |    |     |     |     | NQ  |     |     |     | 0    |
| -    | Luke Verwey              | Kawasaki          |     |     |    |     |     |     | NQ  |     |     |     | 0    |
| -    | Kade Verwey              | Kawasaki          |     |     |    |     |     |     | NQ  |     |     |     | 0    |
| -    | Eunan McGlinchey         | Kawasaki          |     |     |    |     |     |     | NQ  |     |     |     | 0    |
| -    | Thomas Brianti           | Kawasaki          |     |     |    |     |     | NQ  |     |     |     |     | 0    |
| -    | Dennis Koopman           | Kawasaki          |     |     |    |     |     | NQ  |     |     |     |     | 0    |
| -    | Nicola Bernabè           | Kawasaki          |     |     |    |     |     | NQ  |     |     |     |     | 0    |
| -    | Gianluca Sconza          | Yamaha            |     |     | NQ |     |     |     |     |     |     |     | 0    |
| Pos  | Pilota                   | Moto              |     |     |    |     |     |     |     |     |     |     | P.ti |

| Legenda | 1º posto        | 2º posto            | 3º posto           | A punti      | Senza punti        | Grassetto – Pole position Corsivo – Giro più veloce |
| Legenda | Gara non valida | Non qual./Non part. | Ritirato/Non class | Squalificato | '-' Dato non disp. | Grassetto – Pole position Corsivo – Giro più veloce |

### Sistema di punteggio
| Pos.  | 1  | 2  | 3  | 4  | 5  | 6  | 7 | 8 | 9 | 10 | 11 | 12 | 13 | 14 | 15 | 16> |
| Punti | 25 | 20 | 16 | 13 | 11 | 10 | 9 | 8 | 7 | 6  | 5  | 4  | 3  | 2  | 1  | 0   |

### Costruttori
| Pos. | Costruttore | Motocicletta |    |    |    |    |    |    |    |    |    |    | P.ti |
| ---- | ----------- | ------------ | -- | -- | -- | -- | -- | -- | -- | -- | -- | -- | ---- |
| 1    | Kawasaki    | Ninja 400    | 1  | 1  | AN | 1  | 1  | 1  | 3  | 1  | 1  | 1  | 216  |
| 2    | Yamaha      | YZF-R3       | 2  | 5  | AN | 5  | 4  | 3  | 1  | 5  | 4  | 7  | 129  |
| 3    | KTM         | RC 390 R     | 4  | 3  | AN | 7  | 5  | 5  | 4  | 10 | 9  | 17 | 86   |
| NC   | Honda       | CBR500R      | NQ | NQ | NQ | NQ | NQ | NQ | NQ | 29 | NQ |    | 0    |